# Rio Haşca (Putna)
O Rio Haşca é um rio da Romênia, afluente do , localizado no distrito de Suceava.